# Zvezde plešejo (2. sezona)
Druga sezona plesnega šova Zvezde plešejo je bila na sporedu spomladi 2018 na POP TV z začetkom 11. marca. Oddajo sta ponovno vodila Peter Poles in Tara Zupančič, plesne pare pa ocenjevali sodniki Andrej Škufca (glavni sodnik), Katarina Venturini, Nika Ambrožič Urbas in Lado Bizovičar.
Druga sezona je v šov prinesla tudi določene spremembe in novosti. Devetim izkušenim plesalcem prve sezone Zvezde plešejo – Tadeji Pavlič, Martini Plohl, Jagodi Batagelj, Maji Geršak, Valeriyi Musina, Mateju Krajcerju, Andreju Rebuli, Tomažu Šteru in Mihi Peratu – so se pridružili trije novi obrazi: Gordana Grandošek Whiddon, Arnej Ivkovič in Miha Vodičar.  

## Tekmovalni pari
| Zvezde             | Plesalci                  | #SkupnoIme        | Rezultat                   |
| ------------------ | ------------------------- | ----------------- | -------------------------- |
| Natalija Bratkovič | Arnej Ivkovič             | #TOTIpar          | 1. izpadla 18. marca 2018  |
| Uroš Bitenc        | Valeriya Musina           | #baburoška        | 2. izpadla 25. marca 2018  |
| Sašo Stare         | Tadeja Pavlič             | #navihanafeferona | 3. izpadla 1. aprila 2018  |
| Rok Kunaver        | Martina Plohl             | #dramaqueenteam   | 4. izpadla 8. aprila 2018  |
| Werner             | Gordana Grandošek Whiddon | #WENERGY          | 5. izpadla 15. aprila 2018 |
| Dejan Krajnc       | Jagoda Batagelj           | #poskočnajagoda   | 6. izpadla 22. aprila 2018 |
| Sanja Modrić       | Miha Vodičar              | #dreamteam        | 7. izpadla 6. maja 2018    |
| Ivica Vergan       | Matej Krajcer             | #burjan           | 8. izpadla 13. maja 2018   |
| Rebeka Dremelj     | Tomaž Šter                | #naglavo          | 9. izpadla 20. maja 2018   |
| Gorka Berden       | Andrej Rebula             |                   | 3. mesto 27. maja 2018     |
| Gašper Rifelj      | Maja Geršak               | #GaMaStar         | 2. mesto 27. maja 2018     |
| Natalija Gros      | Miha Perat                | #črnavanilija     | Zmagovalca 27. maja 2018   |

Plesne pare je v živo spremljal Plesni orkester POP TV pod vodstvom Bojana Zupančiča z vokalisti Leo Sirk, Karin Zemljič, Davidom Matićijem in Mitjo Šinkovcem.

## Tabela z ocenami za celo sezono
| Plesni par        | Mesto | 1  | 2  | 1+2 | 3  | 4  | 5  | 6  | 7  | 8        | 9  | 10       | 11 |
| ----------------- | ----- | -- | -- | --- | -- | -- | -- | -- | -- | -------- | -- | -------- | -- |
| Natalija in Miha  | 1.    | 24 | 28 | 52  | 28 | 28 | 24 | 33 | 31 | 27+26=53 | 36 | 32+37=69 | 34 |
| Gašper in Maja    | 2.    | 25 | 27 | 52  | 24 | 27 | 30 | 26 | 31 | 35+31=66 | 37 | 36+37=73 | 40 |
| Gorka in Andrej   | 3.    | 22 | 23 | 45  | 24 | 30 | 30 | 31 | 33 | 34+31=65 | 31 | 35+32=67 | 36 |
| Rebeka in Tomaž   | 4.    | 22 | 21 | 43  | 25 | 21 | 24 | 23 | 28 | 26+31=57 | 27 | 32+34=66 |    |
| Ivica in Matej    | 5.    | 21 | 23 | 44  | 19 | 22 | 18 | 18 | 27 | 19+26=45 | 22 |          |    |
| Sanja in Miha     | 6.    | 20 | 24 | 44  | 20 | 22 | 26 | 15 | 22 | 24+26=50 |    |          |    |
| Dejan in Jagoda   | 7.    | 18 | 16 | 34  | 24 | 21 | 19 | 18 | 25 |          |    |          |    |
| Werner in Gordana | 8.    | 20 | 20 | 40  | 21 | 15 | 19 | 17 |    |          |    |          |    |
| Rok in Martina    | 9.    | 24 | 19 | 43  | 26 | 21 | 24 |    |    |          |    |          |    |
| Sašo in Tadeja    | 10.   | 17 | 19 | 36  | 20 | 21 |    |    |    |          |    |          |    |
| Uroš in Valeriya  | 11.   | 24 | 17 | 41  | 19 |    |    |    |    |          |    |          |    |
| Natalija in Arnej | 12.   | 20 | 21 | 41  |    |    |    |    |    |          |    |          |    |

     par, ki je bil tisti teden izločen
     par, ki je bil tisti teden ogrožen, a ne izločen
     par, ki je odstopil
     zmagovalni par
     drugouvrščeni par
     tretjeuvrščeni par
Rdeče najnižja ocena tedna/plesa
Zeleno najvišja ocena tedna/plesa
"—" par, ki tisti teden ni plesal
- Prve "desetke" sezone so bile podeljene v 9. oddaji: od Lada in Nike sta jih prejela Natalija-Miha za pasodoble in Gašper-Maja za angleški valček.
- Popolne ocene ("perfect score"), tj. 10 od vseh štirih sodnikov (skupaj torej 40), sta prejela Gašper-Maja za slowfox v finalni oddaji.

## Glasovanje
Nastope plesnih parov ocenjujejo sodniki in gledalci. Vsak izmed sodnikov vsak plesni par oceni z oceno 1–10. Njihove ocene za posamezni par se seštejejo in na podlagi teh seštevkov se jih razvrsti od najbolje do najslabše ocenjenega para. Ocene se nato pretvorijo v točke: najboljši par dobi najvišje število točk, ki je enako številu še tekmujočih parov, najslabši pa najnižje število točk (1 oz. zaradi izenačenj običajno več kot 1). Tem točkam se prištejejo točke gledalcev (par, ki prejme največ glasov, prejme največ točk itd.) v razmerju 50 − 50. Na podlagi tega seštevka se določi, kateri pari so varni, katera para sta ogrožena in kateri par izpade. Koliko glasov in posledično točk gledalcev je prejel kateri par, ni razkrito, razkrito je le, katera dva para sta imela najnižji seštevek točk sodnikov in gledalcev (ogrožena para) in kateri najnižjega (izločeni par).

## Tedenske ocene, plesi in pesmi

#### 1. oddaja
- 11. marec 2018
- Taro Zupančič je zaradi bolezni v loži zvezd zamenjal Dejan Vunjak.
- Uvodna točka: vseh 12 parov je zaplesalo na "Happy" (C2C feat. Derek Martin)
- Prvi teden ni izpadel nihče.

| #   | Plesni par       | Ples            | Pesem                                                   | Ocene sodnikov | Ocene sodnikov | Ocene sodnikov | Ocene sodnikov | Ocene sodnikov |
| #   | Plesni par       | Ples            | Pesem                                                   | L              | N              | K              | A              | ∑              |
| --- | ---------------- | --------------- | ------------------------------------------------------- | -------------- | -------------- | -------------- | -------------- | -------------- |
| 1.  | Rebeka & Tomaž   | jive            | "One Way or Another" (One Direction)                    | 6              | 7              | 6              | 3              | 22             |
| 2.  | Gašper & Maja    | salsa           | "Vivir mi vida" (Marc Anthony)                          | 7              | 8              | 7              | 3              | 25             |
| 3.  | Natalija & Miha  | slowfox         | "Lucky" (Jason Mraz & Colbie Calliot)                   | 7              | 7              | 6              | 4              | 24             |
| 4.  | Rok & Martina    | tango           | "Carmen" (Stromae)                                      | 7              | 7              | 7              | 3              | 24             |
| 5.  | Ivica & Matej    | quickstep       | "Kako sva si različna" (Marjana Deržaj & Stane Mancini) | 6              | 7              | 5              | 3              | 21             |
| 6.  | Gorka & Andrej   | jive            | "Feel It Still" (Portugal. The Man)                     | 6              | 7              | 6              | 3              | 22             |
| 7.  | Dejan & Jagoda   | quickstep       | "Adijo, madam" (Poskočni muzikanti)                     | 5              | 6              | 5              | 2              | 18             |
| 8.  | Uroš & Valeriya  | slowfox         | "I Won't Dance" (Frank Sinatra)                         | 7              | 7              | 6              | 4              | 24             |
| 9.  | Sašo & Tadeja    | čačača          | "Katchi" (Ofenbach vs. Nick Waterhouse)                 | 5              | 6              | 4              | 2              | 17             |
| 10. | Natalija & Arnej | dunajski valček | "Earned it" (The Weeknd)                                | 6              | 6              | 5              | 3              | 20             |
| 11. | Sanja & Miha     | salsa           | "Havana" (Camila Cabello ft. Young Thug)                | 6              | 6              | 5              | 3              | 20             |
| 12. | Werner & Gordana | salsa           | "Despacito" (Luis Fonsi ft. Daddy Yankee)               | 6              | 6              | 5              | 3              | 20             |

#### 2. oddaja
- 18. marec 2018
- Uvodna točka: profesionalne plesalke so zaplesale na "Déjà Vu" (Beyoncé)
- V 1. in 2. oddaji so morali tekmovalci odplesati en standardni in en latinskoameriški ples.
- Ocenam sodnikov in glasovom gledalcev iz 2. oddaje so se pred pretvorbo v točke dodali ocene in glasovi iz 1. oddaje.

| #   | Plesni par       | Ples              | Pesem                                                    | Ocene sodnikov | Ocene sodnikov | Ocene sodnikov | Ocene sodnikov | Ocene sodnikov | Ocene sodnikov         | Ocene sodnikov | Rezultat |
| #   | Plesni par       | Ples              | Pesem                                                    | L              | N              | K              | A              | ∑              | ∑ ocen 1. in 2. oddaje | Točke          | Rezultat |
| --- | ---------------- | ----------------- | -------------------------------------------------------- | -------------- | -------------- | -------------- | -------------- | -------------- | ---------------------- | -------------- | -------- |
| 1.  | Rok & Martina    | čačača            | "Get Lucky" (Daft Punk)                                  | 5              | 6              | 5              | 3              | 19             | 43                     | 9              | Varna    |
| 2.  | Gorka & Andrej   | slowfox           | "Love Me Now" (John Legend)                              | 6              | 7              | 6              | 4              | 23             | 45                     | 11             | Varna    |
| 3.  | Ivica & Matej    | salsa             | "Party Time" (Gloria Estefan)                            | 7              | 7              | 6              | 3              | 23             | 44                     | 10             | Varna    |
| 4.  | Uroš & Valeriya  | jive              | "I Feel Good" (James Brown)                              | 4              | 6              | 5              | 2              | 17             | 41                     | 8              | Ogrožena |
| 5.  | Sanja & Miha     | tango             | "There's Nothing Holding Me Back" (Shawn Mendes)         | 7              | 7              | 6              | 4              | 24             | 44                     | 10             | Varna    |
| 6.  | Gašper & Maja    | argentinski tango | "Diferente" (Gotan Project)                              | 8              | 8              | 7              | 4              | 27             | 52                     | 12             | Varna    |
| 7.  | Natalija & Arnej | čačača            | "Ain't No Other Man" (Christina Aguilera)                | 6              | 6              | 5              | 4              | 21             | 41                     | 8              | Izločena |
| 8.  | Rebeka & Tomaž   | angleški valček   | "Natural Woman" (Aretha Franklin)                        | 6              | 7              | 5              | 3              | 21             | 43                     | 9              | Varna    |
| 9.  | Werner & Gordana | pasodoble         | "Scott & Fran's Paso Doble" (iz filma Strictly Ballroom) | 5              | 7              | 5              | 3              | 20             | 40                     | 7              | Varna    |
| 10. | Dejan & Jagoda   | čačača            | "Let Me Love You" (Justin Bieber)                        | 5              | 5              | 4              | 2              | 16             | 34                     | 5              | Varna    |
| 11. | Sašo & Tadeja    | dunajski valček   | "That's Amore" (Frank Sinatra)                           | 5              | 6              | 5              | 3              | 19             | 36                     | 6              | Varna    |
| 12. | Natalija & Miha  | jive              | "I'm So Excited (Pointer Sisters)                        | 8              | 8              | 7              | 5              | 28             | 52                     | 12             | Varna    |

#### 3. oddaja
- 25. marec 2018
- Uvodna točka: profesionalni plesalci in plesalke so zaplesali na "This Is Me" (iz filma Največji šovmen)
- Tema: moje leto (prelomno leto v življenju zvezd)
- Ob materinskem dnevu so Katarino Venturini z nastopom (na "At Last") presenetili učenci iz njene plesne šole.

| #   | Plesni par       | Ples            | Pesem                                                        | Ocene sodnikov | Ocene sodnikov | Ocene sodnikov | Ocene sodnikov | Ocene sodnikov | Ocene sodnikov | Rezultat |
| #   | Plesni par       | Ples            | Pesem                                                        | L              | N              | K              | A              | ∑              | Točke          | Rezultat |
| --- | ---------------- | --------------- | ------------------------------------------------------------ | -------------- | -------------- | -------------- | -------------- | -------------- | -------------- | -------- |
| 1.  | Werner & Gordana | rumba           | "If That's What It Takes (Céline Dion)                       | 6              | 6              | 6              | 3              | 21             | 7              | Varna    |
| 2.  | Ivica & Matej    | jive            | "Proud Mary" (Tina Turner)                                   | 5              | 6              | 5              | 3              | 19             | 5              | Varna    |
| 3.  | Gorka & Andrej   | angleški valček | "Faded" (DJ Ice ft. Lenna; orig. Alen Walker)                | 7              | 7              | 6              | 4              | 24             | 8              | Ogrožena |
| 4.  | Sašo & Tadeja    | čarlston        | "If My Friends Could See Me Now" (iz muzikala Sweet Charity) | 6              | 6              | 5              | 3              | 20             | 6              | Varna    |
| 5.  | Gašper & Maja    | slowfox         | "7 Years" (Lukas Graham)                                     | 7              | 7              | 6              | 4              | 24             | 8              | Varna    |
| 6.  | Uroš & Valeriya  | čačača          | "Shut Up and Dance" (Walk the Moon)                          | 5              | 6              | 5              | 3              | 19             | 5              | Izločena |
| 7.  | Sanja & Miha     | čačača          | "Get Ready for This" (2 Unlimited)                           | 6              | 6              | 5              | 3              | 20             | 6              | Varna    |
| 8.  | Dejan & Jagoda   | dunajski valček | "Tam, kjer murke cveto" (Ans. bratov Avsenik)                | 7              | 7              | 6              | 4              | 24             | 8              | Varna    |
| 9.  | Rok & Martina    | slowfox         | "Sign of the Times" (Harry Styles)                           | 7              | 8              | 7              | 4              | 26             | 10             | Varna    |
| 10. | Natalija & Miha  | čačača          | "Together Again" (Janet Jackson)                             | 8              | 8              | 7              | 5              | 28             | 11             | Varna    |
| 11. | Rebeka & Tomaž   | rumba           | "Le za kratek čas" (Rebeka Dremelj)                          | 7              | 8              | 6              | 4              | 25             | 9              | Varna    |

#### 4. oddaja
- 1. april 2018
- Tema: filmski teden
- Kot gostja je nastopila Ilka Štuhec, ki je z Arnejem Ivkovičem odplesala salso na "Light it Up" (Major Lazer).

| #   | Plesni par       | Ples              | Pesem (film)                                   | Ocene sodnikov | Ocene sodnikov | Ocene sodnikov | Ocene sodnikov | Ocene sodnikov | Ocene sodnikov | Rezultat |
| #   | Plesni par       | Ples              | Pesem (film)                                   | L              | N              | K              | A              | ∑              | Točke          | Rezultat |
| --- | ---------------- | ----------------- | ---------------------------------------------- | -------------- | -------------- | -------------- | -------------- | -------------- | -------------- | -------- |
| 1.  | Gorka & Andrej   | čarlston          | "Another Day of Sun" (Dežela La La)            | 8              | 8              | 8              | 6              | 30             | 10             | Varna    |
| 2.  | Sašo & Tadeja    | angleški valček   | "Main Title (The Godfather Waltz)" (Boter)     | 6              | 7              | 4              | 4              | 21             | 6              | Izločena |
| 3.  | Rebeka & Tomaž   | pasodoble         | "America" (Zgodba z zahodne strani)            | 6              | 6              | 5              | 4              | 21             | 6              | Varna    |
| 4.  | Werner & Gordana | tango             | "Ghostbusters" (Preganjalci duhov)             | 4              | 5              | 4              | 2              | 15             | 5              | Ogrožena |
| 5.  | Sanja & Miha     | dunajski valček   | "A Dream Is a Wish Your Heart Makes" (Pepelka) | 6              | 6              | 6              | 4              | 22             | 7              | Varna    |
| 6.  | Rok & Martina    | jive              | "Soul Bossa Nova" (Austin Powers)              | 6              | 7              | 5              | 3              | 21             | 6              | Varna    |
| 7.  | Natalija & Miha  | argentinski tango | "Por una cabeza" (Vonj po ženski)              | 8              | 8              | 7              | 5              | 28             | 9              | Varna    |
| 8.  | Gašper & Maja    | jive              | "You Never Can Tell" (Šund)                    | 7              | 8              | 7              | 5              | 27             | 8              | Varna    |
| 9.  | Ivica & Matej    | slowfox           | "New York, New York" (New York, New York)      | 6              | 7              | 5              | 4              | 22             | 7              | Varna    |
| 10. | Dejan & Jagoda   | tango             | "The Imperial March" (Vojna zvezd)             | 6              | 7              | 5              | 3              | 21             | 6              | Varna    |

#### 5. oddaja
- 8. april 2018
- Uvodna točka: profesionalni plesalci so zaplesali na "Closer" (Ne-yo)
- Tara Zupančič je pripravila pevski nastop – zapela je "Upside Down" Palome Faith.

| #  | Plesni par       | Ples            | Pesem                                                     | Ocene sodnikov | Ocene sodnikov | Ocene sodnikov | Ocene sodnikov | Ocene sodnikov | Ocene sodnikov | Rezultat |
| #  | Plesni par       | Ples            | Pesem                                                     | L              | N              | K              | A              | ∑              | Točke          | Rezultat |
| -- | ---------------- | --------------- | --------------------------------------------------------- | -------------- | -------------- | -------------- | -------------- | -------------- | -------------- | -------- |
| 1. | Werner & Gordana | slowfox         | "Feeling Good" (Michael Bublé)                            | 5              | 6              | 5              | 3              | 19             | 6              | Ogrožena |
| 2. | Sanja & Miha     | jive            | "Shake It Off" (Taylor Swift)                             | 7              | 7              | 7              | 5              | 26             | 8              | Varna    |
| 3. | Rok & Martina    | angleški valček | "Unforgettable" (Nat King Cole)                           | 7              | 7              | 6              | 4              | 24             | 7              | Izločena |
| 4. | Ivica & Matej    | tango           | "Voulez-Vous" (Abba)                                      | 5              | 5              | 5              | 3              | 18             | 5              | Varna    |
| 5. | Gašper & Maja    | quickstep       | "Bad Man" (Pitbull ft. Robin Thicke, J. Perry, T. Barker) | 8              | 8              | 8              | 6              | 30             | 9              | Varna    |
| 6. | Dejan & Jagoda   | rumba           | "Shape of You" (Ed Sheeran)                               | 5              | 6              | 5              | 3              | 19             | 6              | Varna    |
| 7. | Natalija & Miha  | samba           | "Reggaetón Lento (Remix)" (CNCO & Little Mix)             | 7              | 7              | 6              | 4              | 24             | 7              | Varna    |
| 8. | Rebeka & Tomaž   | dunajski valček | "Stop" (Sam Brown)                                        | 6              | 7              | 6              | 5              | 24             | 7              | Varna    |
| 9. | Gorka & Andrej   | čačača          | "Give Me Your Love" (Sigala ft. John Newman, N. Rodgers)  | 8              | 8              | 8              | 6              | 30             | 9              | Varna    |

#### 6. oddaja
- 15. april 2018
- Tema: ikonični plesi/plesni gibi
- Kot gostja je nastopila Alenka Godec, ki je z Arnejem Ivkovičem odplesala čačača na "Uptown Funk" (Mark Ronson ft. Bruno Mars).

| #  | Plesni par       | Ples      | Pesem                                    | Ocene sodnikov | Ocene sodnikov | Ocene sodnikov | Ocene sodnikov | Ocene sodnikov | Ocene sodnikov | Rezultat |
| #  | Plesni par       | Ples      | Pesem                                    | L              | N              | K              | A              | ∑              | Točke          | Rezultat |
| -- | ---------------- | --------- | ---------------------------------------- | -------------- | -------------- | -------------- | -------------- | -------------- | -------------- | -------- |
| 1. | Gašper & Maja    | showdance | "Smooth Criminal" (Michael Jackson)      | 7              | 7              | 7              | 5              | 26             | 6              | Varna    |
| 2. | Dejan & Jagoda   | showdance | "Footloose" (iz filma Footloose)         | 4              | 6              | 5              | 3              | 18             | 4              | Varna    |
| 3. | Rebeka & Tomaž   | showdance | "Single Ladies" (Beyoncé)                | 6              | 7              | 6              | 4              | 23             | 5              | Ogrožena |
| 4. | Ivica & Matej    | showdance | "Macarena" (Los del Río)                 | 5              | 6              | 4              | 3              | 18             | 4              | Varna    |
| 5. | Gorka & Andrej   | showdance | "Cell Block Tango" (iz muzikala Chicago) | 8              | 9              | 8              | 6              | 31             | 7              | Varna    |
| 6. | Sanja & Miha     | showdance | "Vogue" (Madonna)                        | 4              | 5              | 4              | 2              | 15             | 2              | Varna    |
| 7. | Werner & Gordana | showdance | "Jailhouse Rock" (Elvis Presley)         | 3              | 6              | 5              | 3              | 17             | 3              | Izločena |
| 8. | Natalija & Miha  | showdance | "Chandelier" (Sia)                       | 9              | 9              | 8              | 7              | 33             | 8              | Varna    |

#### 7. oddaja
- 22. april 2018
- Uvodna točka: profesionalni plesalci in plesalke so zaplesali na "Ain't No Mountain High Enough"
- Tema: ljubezen

| #  | Plesni par      | Ples              | Pesem                                                                     | Ocene sodnikov | Ocene sodnikov | Ocene sodnikov | Ocene sodnikov | Ocene sodnikov | Ocene sodnikov | Rezultat |
| #  | Plesni par      | Ples              | Pesem                                                                     | L              | N              | K              | A              | ∑              | Točke          | Rezultat |
| -- | --------------- | ----------------- | ------------------------------------------------------------------------- | -------------- | -------------- | -------------- | -------------- | -------------- | -------------- | -------- |
| 1. | Sanja & Miha    | rumba             | "You Sang To Me" (Marc Anthony)                                           | 6              | 6              | 6              | 4              | 22             | 2              | Ogrožena |
| 2. | Natalija & Miha | salsa             | "Finally" (CeCe Peniston)                                                 | 8              | 9              | 8              | 6              | 31             | 6              | Varna    |
| 3. | Dejan & Jagoda  | slowfox           | "Someone Like You" (Adele)                                                | 7              | 7              | 7              | 4              | 25             | 3              | Izločena |
| 4. | Rebeka & Tomaž  | čačača            | "You're the First, the Last, My Everything" (Barry White & Gloria Gaynor) | 7              | 8              | 8              | 5              | 28             | 5              | Varna    |
| 5. | Gašper & Maja   | rumba             | "Read All About It" (Emeli Sandé)                                         | 8              | 8              | 9              | 6              | 31             | 6              | Varna    |
| 6. | Ivica & Matej   | dunajski valček   | "Ti amo" (Umberto Tozzi)                                                  | 7              | 7              | 7              | 6              | 27             | 4              | Varna    |
| 7. | Gorka & Andrej  | argentinski tango | "Asi se baila el tango" (Veronica Verdier)                                | 9              | 9              | 9              | 6              | 33             | 7              | Varna    |

#### 8. oddaja
- 6. maj 2018
- Uvodna točka: profesionalni plesalci in plesalke so zaplesali na "A Little Party Never Killed Nobody" (Fergie, Q-Tip & GoonRock)
- Poleg posameznega plesa so pari odplesali tudi skupinski ples (skupini Bjonde in Druga skupina). Ocene skupinskega plesa so se prištele ocenam posameznega plesa.
- Andrej Škufca je s svojo ženo Melindo Škufca Törökgyörgy odplesal pasodoble.

| #  | Plesni par      | Ples            | Pesem                            | Ocene sodnikov | Ocene sodnikov | Ocene sodnikov | Ocene sodnikov | Ocene sodnikov | Ocene sodnikov | Ocene sodnikov | Rezultat |
| #  | Plesni par      | Ples            | Pesem                            | L              | N              | K              | A              | SP             | ∑              | Točke          | Rezultat |
| -- | --------------- | --------------- | -------------------------------- | -------------- | -------------- | -------------- | -------------- | -------------- | -------------- | -------------- | -------- |
| 1. | Sanja & Miha    | čarlston        | "Do Your Thing" (Basement Jaxx)  | 6              | 7              | 6              | 5              | 26             | 50             | 2              | Izpadla  |
| 2. | Natalija & Miha | dunajski valček | "Kiss from a Rose" (Seal)        | 7              | 8              | 7              | 5              | 26             | 53             | 3              | Varna    |
| 3. | Ivica & Matej   | čačača          | "I'm Every Woman" (Chaka Khan)   | 5              | 6              | 5              | 3              | 26             | 45             | 1              | Ogrožena |
| 4. | Rebeka & Tomaž  | slowfox         | "Diamonds" (Rihanna)             | 7              | 7              | 7              | 5              | 31             | 57             | 4              | Varna    |
| 5. | Gorka & Andrej  | quickstep       | "Are You Gonna Be My Girl" (Jet) | 9              | 9              | 9              | 7              | 31             | 65             | 5              | Varna    |
| 6. | Gašper & Maja   | pasodoble       | "Sail" (AWOLNATION)              | 9              | 9              | 9              | 8              | 31             | 66             | 6              | Varna    |

| Skupina       | Plesni par      | Pesem                                | Ocene sodnikov | Ocene sodnikov | Ocene sodnikov | Ocene sodnikov | Ocene sodnikov |
| Skupina       | Plesni par      | Pesem                                | L              | N              | K              | A              | ∑              |
| ------------- | --------------- | ------------------------------------ | -------------- | -------------- | -------------- | -------------- | -------------- |
| Bjonde        | Sanja & Miha    | "Livin' la vida loca" (Ricky Martin) | 6              | 7              | 7              | 6              | 26             |
| Bjonde        | Natalija & Miha | "Livin' la vida loca" (Ricky Martin) | 6              | 7              | 7              | 6              | 26             |
| Bjonde        | Ivica & Matej   | "Livin' la vida loca" (Ricky Martin) | 6              | 7              | 7              | 6              | 26             |
| Druga skupina | Rebeka & Tomaž  | "Greased Lightnin'" (iz Briljantine) | 7              | 9              | 8              | 7              | 31             |
| Druga skupina | Gašper & Maja   | "Greased Lightnin'" (iz Briljantine) | 7              | 9              | 8              | 7              | 31             |
| Druga skupina | Gorka & Andrej  | "Greased Lightnin'" (iz Briljantine) | 7              | 9              | 8              | 7              | 31             |

#### 9. oddaja
- 13. maj 2018
- Uvodna točka: profesionalni plesalci in plesalke so zaplesali valček na Vivaldijevo Pomlad
- Tema: odnos med zvezdniki in plesnimi partnerji
- Kot gostja je Lara Komar z Arnejem Ivkovičem odplesala pasodoble na ariji Habanera in Toreadorjeva pesem iz opere Carmen.
- Ogrožena para Rebeka-Tomaž in Ivica-Matej sta se pomerila v plesnem dvoboju, v katerem sta morala svoj ples odplesati še enkrat. Sodniki so na podlagi ponovljenega nastopa glasovali, kdo naj ostane v tekmovanju (s 3 glasovi sta ostala Rebeka-Tomaž).

| #  | Plesni par      | Ples            | Pesem                           | Ocene sodnikov | Ocene sodnikov | Ocene sodnikov | Ocene sodnikov | Ocene sodnikov | Ocene sodnikov | Ocene sodnikov         | Rezultat |
| #  | Plesni par      | Ples            | Pesem                           | L              | N              | K              | A              | ∑              | Točke          | Plesni dvoboj          | Rezultat |
| -- | --------------- | --------------- | ------------------------------- | -------------- | -------------- | -------------- | -------------- | -------------- | -------------- | ---------------------- | -------- |
| 1. | Gorka & Andrej  | rumba           | "Stole the Show" (Parson James) | 8              | 9              | 8              | 6              | 31             | 3              | —                      | Varna    |
| 2. | Ivica & Matej   | čarlston        | "Happy Days Theme Song"         | 6              | 6              | 6              | 4              | 22             | 1              | Nika                   | Izločena |
| 3. | Natalija & Miha | pasodoble       | "Malaguena" (Connie Francis)    | 10             | 10             | 9              | 7              | 36             | 4              | —                      | Varna    |
| 4. | Gašper & Maja   | angleški valček | "Moon River" (Andy Williams)    | 10             | 10             | 9              | 8              | 37             | 5              | —                      | Varna    |
| 5. | Rebeka & Tomaž  | tango           | "Toxic" (Britney Spears)        | 7              | 7              | 7              | 6              | 27             | 2              | Katarina, Lado, Andrej | Ogrožena |

#### 10. oddaja − polfinale
- 20. maj 2018
- Poleg solo plesa so vsi pari zaplesali še v trojčku s še enim profesionalnim plesalcem.
- Ogrožena para Rebeka-Tomaž in Gorka-Andrej sta se pomerila v plesnem dvoboju, v katerem sta morala svoj solo ples odplesati še enkrat. Sodniki so na podlagi ponovljenega nastopa glasovali, kdo naj ostane v tekmovanju (s 3 glasovi sta ostala Gorka-Andrej).

| #  | Plesni par      | Ples            | Pesem                                 | Ocene sodnikov | Ocene sodnikov | Ocene sodnikov | Ocene sodnikov | Ocene sodnikov | Ocene sodnikov | Ocene sodnikov | Ocene sodnikov         | Rezultat |
| #  | Plesni par      | Ples            | Pesem                                 | L              | N              | K              | A              | Tr             | ∑              | Točke          | Plesni dvoboj          | Rezultat |
| -- | --------------- | --------------- | ------------------------------------- | -------------- | -------------- | -------------- | -------------- | -------------- | -------------- | -------------- | ---------------------- | -------- |
| 1. | Gašper & Maja   | tango           | "Whatever It Takes" (Imagine Dragons) | 10             | 10             | 9              | 7              | 37             | 73             | 4              | —                      | Varna    |
| 2. | Rebeka & Tomaž  | samba           | "Bamboleo" (Gipsy Kings)              | 8              | 9              | 8              | 7              | 34             | 66             | 1              | Nika                   | Izpadla  |
| 3. | Gorka & Andrej  | dunajski valček | "Perfect" (Ed Sheeran)                | 9              | 9              | 9              | 8              | 32             | 67             | 2              | Katarina, Lado, Andrej | Ogrožena |
| 4. | Natalija & Miha | rumba           | "Bleeding Love" (Leona Lewis)         | 8              | 9              | 8              | 7              | 37             | 69             | 3              | —                      | Varna    |

| Plesni par      | 3. plesalec     | Ples              | Pesem                                  | Ocene sodnikov | Ocene sodnikov | Ocene sodnikov | Ocene sodnikov | Ocene sodnikov |
| Plesni par      | 3. plesalec     | Ples              | Pesem                                  | L              | N              | K              | A              | ∑              |
| --------------- | --------------- | ----------------- | -------------------------------------- | -------------- | -------------- | -------------- | -------------- | -------------- |
| Gašper & Maja   | Jagoda Batagelj | samba             | "Hip Hip Chin Chin" (Club des Belugas) | 10             | 10             | 9              | 8              | 37             |
| Rebeka & Tomaž  | Miha Vodičar    | argentinski tango | "Libertango" (Astor Piazzolla)         | 9              | 9              | 9              | 7              | 34             |
| Natalija & Miha | Arnej Ivkovič   | čarlston          | "Bang Bang" (will.i.am)                | 10             | 10             | 9              | 8              | 37             |
| Gorka & Andrej  | Matic Rodica    | pasodoble         | ?                                      | 8              | 8              | 8              | 8              | 32             |

1. ↑  Z Gorko in Andrejem bi moral prvotno plesati Matej Krajcer, ki pa je moral zaradi poškodbe tri dni pred nastopom odstopiti.

#### 11. oddaja – finale
- 27. maj 2018
- Uvodna točka: izpadli profesionalni plesalci in plesalke so skupaj s finalnimi pari zaplesali na "Sax" (Fleur East)
- Vsi trije finalni pari so imeli najprej "popravni izpit": še enkrat so morali odplesati ples iz ene izmed prejšnjih oddaj, pri katerem so se po mnenju sodnikov najslabše odrezali. Ta ples so ocenjevali tako sodniki kot gledalci in skupaj določili dva superfinalista.

| #  | Plesni par      | Ples                           | Pesem                                     | Ocene sodnikov | Ocene sodnikov | Ocene sodnikov | Ocene sodnikov | Ocene sodnikov | Ocene sodnikov | Rezultat    |
| #  | Plesni par      | Ples                           | Pesem                                     | L              | N              | K              | A              | ∑              | Točke          | Rezultat    |
| -- | --------------- | ------------------------------ | ----------------------------------------- | -------------- | -------------- | -------------- | -------------- | -------------- | -------------- | ----------- |
| 1. | Gašper & Maja   | slowfox (iz 3. oddaje)         | "Big Spender" (iz muzikala Sweet Charity) | 10             | 10             | 10             | 10             | 40             | 3              | Superfinale |
| 2. | Natalija & Miha | samba (iz 5. oddaje)           | "Samba de Janeiro" (Bellini)              | 8              | 9              | 9              | 8              | 34             | 1              | Superfinale |
| 3. | Gorka & Andrej  | angleški valček (iz 3. oddaje) | "Malo tu, malo tam" (Neisha)              | 9              | 9              | 9              | 9              | 36             | 2              | 3. mesto    |

- V superfinalu sta se pomerila dva najboljša para. Superfinalni ples sta si zvezdniška plesalca izbrala sama.
- O zmagovalcu superfinala in torej končnem zmagovalcu so odločali le telefonski glasovi gledalcev.
- Med glasovanjem so izpadli tekmovalci zaplesali na "Dancing in the Street" (Martha and the Vandellas).
- Med glasovanjem je nastopil tudi Plesni orkester POP TV-ja pod vodstvom Bojana Zupančiča s "Can't Stop the Feeling!" Justina Timberlaka.
- Plesni globus sta osvojila Natalija Gros in Miha Perat.

| Plesni par      | Ples              | Pesem                                         | Rezultat   |
| --------------- | ----------------- | --------------------------------------------- | ---------- |
| Natalija & Miha | argentinski tango | "Santa María (del Buen Ayre)" (Gotan Project) | Zmagovalca |
| Gašper & Maja   | sodobni ples      | "Ledena" (Siddharta)                          | 2. mesto   |